# Arethuseae
Tribu
La tribu des Arethuseae regroupe des plantes herbacées de la sous-famille des Epidendroideae, dans la famille des Orchidaceae.

## Liste des sous-tribus selon les classifications
La classification actuellement reconnue est la Classification APG III qui considère qu'il existe deux sous-tribus. Elle a été établie à partir des travaux publiés en 2005 par Cássio Van den Berg.
| Lindl. (1826). | Dressler (1993). | APG (1998). incertae sedis | APG II (2003). | APG III (2009). |
| -------------- | ---------------- | -------------------------- | -------------- | --------------- |
| Aucune         | Arethusinae      | Arethusinae                | Arethusinae    | Arethusinae     |
|                | Bletiinae        | Arundinae                  | Coelogyninae   | Coelogyninae    |
|                | Chysinae         | Coelogyninae               |                |                 |
|                |                  | Glomerinae                 |                |                 |
|                |                  | Thuniinae                  |                |                 |

## Liste des genres selon la classification APG III
26 genres sont actuellement reconnus :
- Aglossorrhyncha Schltr. (sous-tribu des Coelogyninae)
- Anthogonium Wall. ex Lindl.  (sous-tribu des Arethusinae)
- Arethusa L.  (genre type, sous-tribu des Arethusinae)
- Arundina Blume  (sous-tribu des Arethusinae)
- Bletilla Rchb.f.  (sous-tribu des Coelogyninae)
- Bracisepalum J.J.Sm.  (sous-tribu des Coelogyninae)
- Bulleyia Schltr.  (sous-tribu des Coelogyninae)
- Calopogon R. Br.  (sous-tribu des Arethusinae)
- Chelonistele Pfitzer  (sous-tribu des Coelogyninae)
- Coelogyne Lindl.  (sous-tribu des Coelogyninae)
- Dendrochilum Blume  (sous-tribu des Coelogyninae)
- Dickasonia L.O.Williams  (sous-tribu des Coelogyninae)
- Dilochia Lindl.  (sous-tribu des Coelogyninae)
- Eleorchis F.Maek.  (sous-tribu des Arethusinae)
- Entomophobia de Vogel  (sous-tribu des Coelogyninae)
- Geesinkorchis de Vogel  (sous-tribu des Coelogyninae)
- Glomera Blume  (sous-tribu des Coelogyninae)
- Gynoglottis J.J.Sm.  (sous-tribu des Coelogyninae)
- Ischnogyne Schltr.  (sous-tribu des Coelogyninae)
- Nabaluia Ames  (sous-tribu des Coelogyninae)
- Neogyna Rchb.f.  (sous-tribu des Coelogyninae)
- Otochilus Lindl.  (sous-tribu des Coelogyninae)
- Panisea (Lindl.) Lindl.  (sous-tribu des Coelogyninae)
- Pholidota Lindl. ex Hook.  (sous-tribu des Coelogyninae)
- Pleione D. Don  (sous-tribu des Coelogyninae)
- Thunia Rchb.f.  (sous-tribu des Coelogyninae)